# Rodolfo Orlandini
Rodolfo Orlando Orlandini (Buenos Aires, 1 de febrero de 1905 - 24 de diciembre de 1990) fue un futbolista y entrenador argentino.

## Trayectoria
Orlandini jugó en la posición de mediocampista, iniciando su carrera en la Argentina con varios clubes como Alumni, Sportivo Buenos Aires y Estudiantil Porteño. A principios de 1931 se trasladó a Italia, para integrarse al Génova FC. Jugó en el equipo durante seis temporadas consecutivas, incluyendo el primer año del Génova en la serie B en la temporada 1934-35. 
En 1936 dejó el equipo genovés para vivir en Francia, en donde fue contratado por el OGC Niza que por entonces jugaba en la segunda división. Se retira de la carrera deportiva en 1938. 

### Selección
Orlandini vistió la camiseta de la selección albiceleste en diez ocasiones. Participó en los Juegos Olímpicos de Ámsterdam 1928, disputando el partido de cuartos de final contra Bélgica, donde los argentinos llegaron a la final y perdieron ante Uruguay, llevándose la medalla de plata. Al año siguiente obtuvo con la selección el título de la Copa América 1929.
En 1930 también participó como titular en el primer mundial de fútbol. No pudo jugar la final, en la cual Uruguay derrotó nuevamente a la Argentina.

### Participaciones en Copas del Mundo
| Mundial              | Sede    | Resultado  | Partidos | Goles |
| -------------------- | ------- | ---------- | -------- | ----- |
| Copa Mundial de 1930 | Uruguay | Subcampeón | 3        | 0     |

### Participaciones en la Copa América
| Copa              | Sede      | Resultado |
| ----------------- | --------- | --------- |
| Copa América 1929 | Argentina | Campeón   |

### Entrenador
Después de retirarse como jugador de fútbol, se convirtió en entrenador. Dirigió al Club Sport Emelec, a las selecciones nacionales de Ecuador en 1945, El Salvador entre 1949 y 1951 y Colombia en 1957.